# Râul Beiușele
Râul Beiușele este un curs de apă, afluent al râului Valea Nimăieștilor. 

## Hărți
- Harta Munților Vlădeasa
- Harta munții Bihor-Vlădeasa  Arhivat în 9 iunie 2008, la Wayback Machine.
- Harta munții Apuseni